# Zwan
Zwan fue una banda liderada por el cantante y guitarrista de The Smashing Pumpkins, Billy Corgan. El proyecto tuvo una corta vida, ya que para 2003 se separaron después de dos años juntos.

## Miembros
Jimmy ChamberlinBatería. (The Smashing Pumpkins)
Billy CorganVoz y guitarra. (The Smashing Pumpkins)
Paz LenchantinBajo y coros. (A Perfect Circle)
David PajoGuitarra. (Slint)
Matt SweeneyGuitarra. (Chavez y Skunk).

## Historia
Tras la separación de The Smashing Pumpkins, Corgan y Chamberlin juntaron fuerzas con Sweeney para comenzar Zwan. Sweeney reclutó a Pajo, y la banda debutó como un cuarteto a fines de 2001. Lenchantin completó el grupo en la primavera de 2002.
En 2003 lanzan su primer y único disco: Mary Star of the Sea, que obtuvo una decente aceptación por la crítica. Lo acompañaron los sencillos Honestly y Lyric, con sus respectivos videos. Una edición especial fue lanzada junto con un DVD de una hora de duración con canciones, entrevistas y escenas de la grabación del disco.
Más tarde ese año la banda se separa, alegando conflictos internos, explicados por Corgan años más tarde en la edición de la revista Entertainment Weekly del 27 de mayo de 2005. Según Corgan las razones fueron la desconfianza entre los miembros y sus relaciones con el mundo de las drogas. El resto de ellos guardó silencio desde la separación.

## Djali Zwan
Djali Zwan, era una encarnación acústica de Zwan que también contaba con la violonchelista Ana Lenchantin (hermana de la bajista y música invitada para la canción Of a Broken Heart del álbum). Se planeaba un nuevo disco para principios de 2004, pero el proyecto no se continuó.

## Discografía
Álbumes
- Mary Star of the Sea - 28 de enero de 2003 - Warner Music Group / Reprise Records / Martha s Music

Sencillos
- "Honestly" (2003)
- "Lyric" (2003)